# اولچوا
اولچوا (به مجاری: Olcsva) یک منطقهٔ مسکونی در مجارستان است که در ناحیه واشاروش‌نامنی واقع شده‌است. اولچوا ۹٫۹۶ کیلومتر مربع مساحت و ۶۹۵ نفر جمعیت دارد.